# Diocèse de Luçon
Le diocèse de Luçon (en latin : Dioecesis Lucionensis) est un diocèse de l'Église catholique en France. Le siège épiscopal est à Luçon.
Érigé en 1317, il est le diocèse historique du Bas-Poitou. Il correspond aujourd'hui au département de la Vendée.
Depuis 2002, il est suffragant de l'archidiocèse de Rennes et relève de la province ecclésiastique du même nom qui comprend les diocèses d'Angers, Laval, Le Mans, Nantes, Quimper et Léon, Rennes, Dol et Saint-Malo, Saint-Brieuc et Tréguier, et Vannes.
Depuis mai 2018, l'évêque de Luçon est François Jacolin, précédemment évêque de Mende.

## Histoire
Avant la création du diocèse, celui de Poitiers couvrait l'intégralité du Poitou. Aux origines du christianisme, la région a été évangélisée par Hilaire, évêque de Poitiers, et Philibert de Noirmoutier.

### L'érection d'un diocèse poitevin
Par la bulle Salvator Noster du 13 août 1317 de Jean XXII, le diocèse de Poitiers est démembré avec la création de ceux de Luçon et de Maillezais en raison principalement de l'extension territoriale de celui-ci et de l'augmentation considérable du nombre de ses habitants, atteignant presque un million de personnes. En effet, l'évêque ne pouvait alors fournir tous les services spirituels nécessaires pour son diocèse. Comme l'abbaye de Maillezais, dans la partie occidentale du Bas-Poitou, le monastère Sainte Marie de Luçon est choisi pour devenir le siège épiscopal, de préférence à l'abbaye de Saint-Michel-en-l'Herm. Les choix des nouveaux évêchés s’appuient notamment sur la forte implantation monastique qui a insufflé au sud du Bas-Poitou un remarquable dynamisme. Ces créations ne sont pas des faits isolés : elles font partie d'un mouvement plus important de réorganisation de l'administration pontificale menée par le pape, qui aboutit à un total de seize nouveaux évêchés dans le sud de la France entre le 11 juillet 1317 et le 7 avril 1318. L'abbé de Luçon, Pierre Ier de La Veyrie, est dès lors promu évêque et suffragant de l'archevêque de Bordeaux.

### Un territoire au cœur de la guerre de Cent Ans
Lorsque les Plantagenêts affirment leurs droits sur la couronne de France, la guerre, à partir de 1346 à Crécy, se concentre dans le nord de la France, mais les côtes poitevines connaissent les incursions des Anglais, qui débarquent à Talmont et incendient l'abbaye d'Orbestier. Cependant, outre la guerre, c'est la grande peste qui fait le plus de ravages au sein des populations du Bas-Poitou (1348-1350).
En 1356, les Anglais débarquent en Poitou et vainquent Jean II à Poitiers. Jean Chandos, lieutenant d'Édouard de Woodstock, dit "le Prince Noir" prend possession des villes de Niort, Fontenay, La Roche-sur-Yon, Montaigu, et ses troupes sèment à travers les campagnes la "terreur anglaise". Par le traité de Brétigny en 1360, le Poitou est cédé au royaume d'Angleterre. Neuf ans plus tard, Charles V rompt le traité et confie la reconquête du Poitou à Bertrand Du Guesclin. Celui-ci, aidé par Olivier de Clisson, reprend une à une les villes perdues et fait tomber Poitiers en 1372. Pendant vingt ans, le Poitou se relève de ses ruines.
Cependant, la guerre civile et les désordres internes au royaume de France relancent les ambitions du roi d'Angleterre. Henri V débarque en Normandie, triomphe à Azincourt en 1415 et se fait livrer le royaume de France par le traité de Troyes. Le dauphin (futur Charles VII) se réfugie à Poitiers dont il fait sa capitale, mais son armée ne subit que des revers contre les Anglais. De nombreux seigneurs du Bas-Poitou accompagnent Jeanne d'Arc dans son épopée : Gilles de Rais, Chabot-Perceval de La Roche-sur-Yon et Arthur de Richemont de Fontenay. Malgré l'arrestation de la pucelle, l'impulsion donnée permet la reconquête des territoires sous occupation anglaise jusqu'à la bataille de Castillon en 1453.

### La Réforme et les conflits de religion
Après la guerre de Cent Ans suit un siècle de prospérité pour le diocèse et sa région. La prospérité économique revient avec la progression du commerce du sel dont l'Abbaye Saint-Michel-en-l'Herm située en Marais Poitevin, fut un important acteur économique en Bas-Poitou, mais aussi d'autres denrées tels le poisson et les fruits de mer. En bordure du marais, Fontenay-le-Comte, capitale du Bas-Poitou, connaît un éveil intellectuel et artistique de premier ordre avec tout ce que la Renaissance apporte de nouveautés et d'élégances. Par exemple, on y retrouve le poète François Rabelais, dont le protecteur était l'évêque de Maillezais. Cette nouveauté s'enfonce jusque dans les croyances et la foi chrétienne. La Renaissance, en Bas-Poitou comme partout, est inséparable de la Réforme.
Dès 1515, les pensées de la Réforme sont prêchées par Michelle de Saubonne au Parc Soubise à Mouchamps. De grandes familles bas-poitevines la suivent tels les Rohan. Les premières persécutions se déclenchent en Bas-Poitou contre les réformés tandis que la religion calviniste progresse parmi les populations rurales. De nombreuses paroisses comme Pouzauges, Chantonnay ou Saint-Gilles-sur-Vie deviennent des bastions du calvinisme en Bas-Poitou. En 1562, le bocage devient le théâtre d'instabilités : combat de Mouilleron, saccage de Luçon et des bourgades environnantes (avril 1562), siège et occupation de Fontenay. Pouzauges, Montaigu et La Châtaigneraie sont prises par les huguenots en 1563. La paix d'Amboise ramène cependant le calme jusqu'à la Saint-Barthélémy en 1572 où les violences s'allument puis s'éteignent au gré des trêves et des reprises de combats. Les scènes de pillage, d'incendies, perpétrées par l'un ou l'autre parti, se répètent et ravagent le Bas-Poitou, notamment sur les abbayes.
À partir de 1574, le conflit prend une dimension politique avec Henri III de Navarre. Il participe aux combats jusqu'en 1580, auxquels succèdent une paix relative pendant cinq ans. Henri III de France, s'allie alors avec le roi de Navarre contre les excès de la Ligue catholique des Guise. Quand il est assassiné, il laisse son trône au chef de la maison de Bourbon qui entame alors une entreprise afin de le conquérir. Devenu Henri IV de France, il abjure le protestantisme et proclame l’édit de Nantes (1598) pour ramener la paix. Les territoires bas-poitevins refusent pourtant de désarmer obligeant le roi de revenir en Bas-Poitou pour réduire les derniers ligueurs réparer les dommages de la guerre.

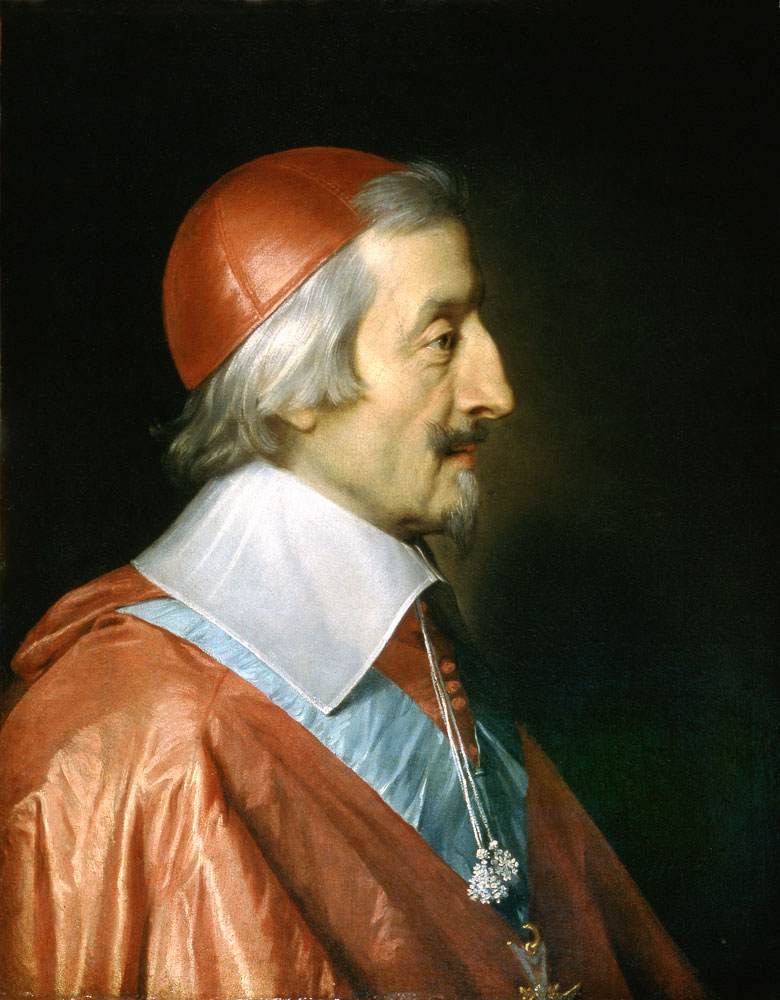
Le Cardinal de Richelieu par Philippe de Champaigne, musée des Beaux-Arts de Strasbourg.

Après être passé entre les mains de quelques grandes familles, le diocèse de Luçon passe entre les mains de la famille de Richelieu à partir de 1584 avec Jacques Ier du Plessis de Richelieu. En 1605, son petit-neveu Armand-Jean du Plessis de Richelieu devient évêque de Luçon. Il rencontre le chapitre de Luçon à Fontenay-le-Comte le 15 décembre 1608 et ne se rend à Luçon que l'année suivante. Peu après son installation dans son diocèse, il montre son caractère de réformateur catholique en étant le premier évêque en France à mettre en œuvre les réformes institutionnelles que le concile de Trente avait prescrites entre 1545 et 1563.
En 1622, les protestants, reprennent les armes avec Benjamin de Rohan. En 1625, Richelieu s’adresse au roi Louis XIII en son conseil pour le mettre en garde contre les huguenots. À la suite de l'édit de Nantes, les protestants de France forment un État dans l’État : ils ont leurs assemblées politiques, une organisation territoriale et leurs places fortes militaires. Leur métropole est la ville de La Rochelle qui s’est de fait depuis un demi-siècle affranchie de l’autorité royale. Richelieu décide de soumettre définitivement la ville, et en entreprend le siège sur un an (1627-1628) qui achève de réduire les forces des réformés. Cette nouvelle insurrection des nobles bas-poitevins entraîne la destruction de beaucoup des forteresses décidée par Richelieu qui connaît bien son ancien diocèse. Louis XIII confirme cependant la liberté de culte par l’édit de grâce d’Alès (1629). Le climat religieux de l'époque est cependant à l’heure d’une contre-offensive du catholicisme, c’est la contre-réforme.
Les protestants gardent durant quelques décennies la liberté de pratiquer leur culte. Mais avec l'avènement de Louis XIV, ils sont de nouveau persécutés par les dragonnades. En 1685, Louis XIV révoque l’édit de Nantes par l’édit de Fontainebleau, supprimant officiellement le protestantisme, et entraînant l'exil de nombreux poitevins en dehors du royaume.

### LesXVIIeetXVIIIesiècles, une période de missions
Henri de Barillon, évêque de 1671 à 1699, se distingue par sa charité et par ses aumônes. Il fait construire un séminaire, des maisons de retraite et des refuges pour les nouveaux convertis. Il dépense près de 24.000 livres pour faire rebâtir le clocher de sa cathédrale qui s'était écroulé quelques années avant sa nomination.

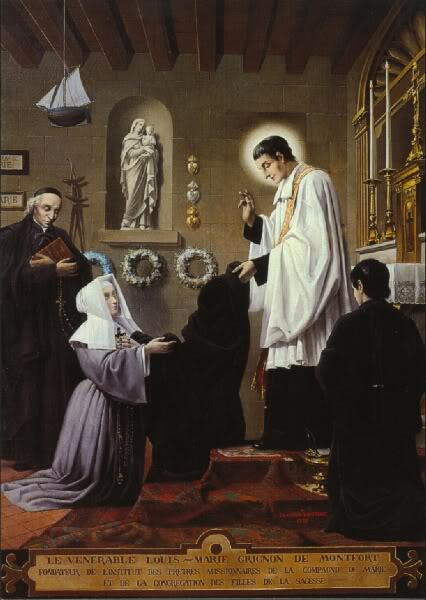
Louis-Marie Grignon de Montfort et Marie-Louise Trichet.

Saint Louis-Marie Grignion de Montfort, breton d'origine, né en 1673, a suivi une carrière ecclésiastique assez laborieuse en s'appuyant toute sa vie durant sur deux pôles essentiels : l'aide aux pauvres et l'apostolat missionnaire. C'est dans cet élan qu'il a fondé la congrégation de la Compagnie de Marie (Pères montfortains) en 1705. Ces prêtres missionnaires ruraux avait pour objectif d'évangéliser les campagnes de l'Ouest de la France. Aussi, avec Marie-Louise Trichet, il fonde en 1703 la congrégation féminine des Filles de la Sagesse. Au cours de ses missions, il ramène les habitants marqués par plus d'un siècle de calvinisme à la religion catholique, y organisant les plus importantes de ses missions. S'usant au travail, il meurt en 1716 au cours de l'une d'elles, à Saint-Laurent-sur-Sèvre, ville où il est enterré.
Les XVIIe et XVIIIe siècles apparaissent cependant comme une période de relative prospérité économique dans la région, mais qui reste cependant confrontée à un certain immobilisme dans la société gérée par la paroisse et la seigneurie. L'évêque Guillaume-Samuel de Verthamon de Chavagnac se heurte à partir de 1743 aux Jésuites qui dirigent le séminaire mais aussi aux Ursulines. À partir de 1755 les conflits se concentrent sur le catéchisme dit de Luçon qui l'oppose aux religieuses de l'Union chrétienne. L'affaire remonte au roi et même au pape. Cependant la congrégation de l'Index saisie ne condamne pas l'évêque le 28 août 1758. Après cet épiscopat lourd de conflits, Claude-Antoine-François Jacquemet-Gaultier d'Ancyse a la lourde tâche de rétablir l'orthodoxie et la discipline religieuse. Il publie des statuts synodaux et impose la liturgie parisienne.

### Les troubles révolutionnaires
Le Bas-Poitou catholique et royaliste manifeste une vive opposition aux bouleversements créés par les événements révolutionnaires de 1789. En 1790, le territoire diocésain est calqué sur les limites du département de la Vendée, et le diocèse devient celui de la Vendée, l'un des quatre-vingt-trois diocèses de l'Église constitutionnelle. L'administration révolutionnaire n'est pas bien admise, surtout quand elle se met en devoir d'appliquer la politique religieuse voulue par la Constituante. En effet, le 12 juillet 1790 l'Assemblée vote la Constitution civile du clergé qui suscite une forte hostilité en Vendée : plus de 80 % des prêtres refusent de jurer, et leur arrestation aggrave les tensions. Les paysans vendéens ne voient pas d'un bon œil la confiscation des biens du clergé, perdent confiance quand on oblige leurs prêtres à prêter serment de fidélité à la nation et refusent de cautionner un pouvoir qui s'attaque à la religion. Les prêtres assermentés étant peu nombreux, beaucoup de paroisses restent sans curé, et l’exercice du culte prend un caractère clandestin.
De plus, le Poitou est une région rurale où la population est sensible au renchérissement des denrées, ce qui contribue à la misère. En février 1793, les assignats ont perdu la moitié de leur valeur, la rémunération du travail permet de moins en moins à faire face à la hausse du coût de la vie. De plus, les inégalités se creusent avec une bourgeoisie urbaine qui s'enrichit dans ce commerce des assignats : négociants, juges, avocats, fonctionnaires de l’État et propriétaires qui détiennent le pouvoir économique et politique et adhère aux idées de la Révolution.
Quand la Convention décrète la levée en masse de 300 000 hommes le 23 février 1793, l'insurrection éclate. Ce décret exempte de l’enrôlement dans l’armée tous les fonctionnaires et les membres de la garde nationale qui sont mobilisés sur place. Le 10 mars 1793, une émeute meurtrière éclate à Machecoul quand les représentants de l'État viennent enrôler les paysans. La majorité des Vendéens passe ainsi à la rébellion ouverte.

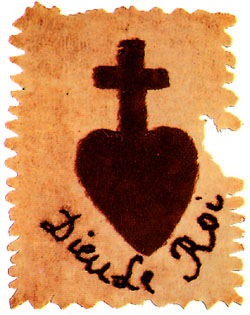
Sacré-cœur

Après les événements de Machecoul, une armée de paysans se forme avec le sacristain Jacques Cathelineau à sa tête, et s'empare de Cholet le 14 mars 1793. La lutte prend la mesure d'une contre-révolution avec le désir de renverser le pouvoir en place. Plusieurs nobles de la région rejoignent les rangs des insurgés. Après avoir pris la ville d'Angers, l'Armée catholique et royale est mise en échec dans sa tentative de s'emparer de Nantes. L'insurrection perdure avec plus ou moins d'intensité jusqu'en mars 1796. Aujourd'hui, il est estimé à environ 300 000 morts du prix humain du conflit en Vendée militaire.
En 1799, le général Bonaparte, consul de France décrète l'amnistie à tous ceux qui voudront déposer les armes. Avec le concordat de 1801 signé par l'abbé Bernier et qui assure la liberté religieuse, la Vendée se pacifie. Le diocèse de Luçon est à cette occasion supprimé, et rattaché au diocèse de La Rochelle. Quelques milliers de personnes, surtout situés dans le bocage refusent la main tendue, et forment le schisme de la Petite Église en reprochant à Pie VII la signature du concordat.
Cependant, la pacification du territoire n'a pas empêché l'apparition de nouveaux heurts notamment en 1815 et en 1832.

### Plus qu'un département, un diocèse
Le siège épiscopal de Luçon est restauré au concordat de 1817 et son premier évêque nommé est René-François Soyer (décision qui ne sera effective qu'en 1821). Il a alors continué à faire partie de la province ecclésiastique de Bordeaux.

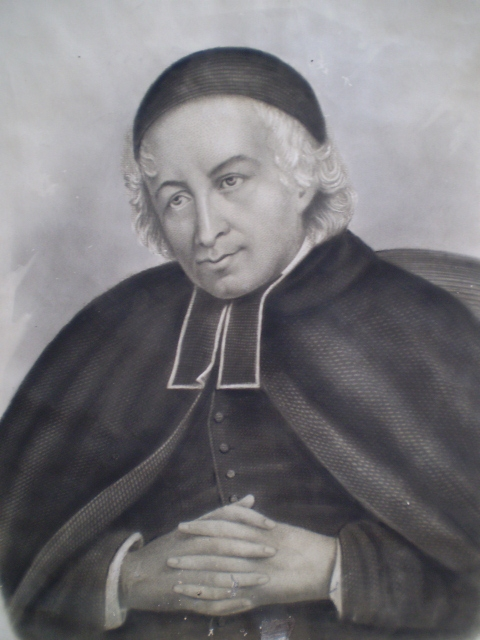
Louis-Marie Beaudouin.

Les guerres de Vendée ont influencé fortement l'histoire diocésaine. Ces conflits sont à l'origine d'un important développement religieux et missionnaire aux XIXe et XXe siècles.
Pourtant, le clergé local a presque totalement disparu pendant les troubles révolutionnaires avec des déportations massives, des assassinats… Des prêtres tel le père Louis-Marie Beaudouin exilé avec son frère en Espagne pendant la Révolution appellent donc le peuple à « s'autochristianiser ». En octobre 1812, celui-ci est nommé supérieur du Grand séminaire et vicaire général du diocèse de La Rochelle. En 1821, lorsque le diocèse de Luçon est rétabli, il y devient de nouveau supérieur du Grand Séminaire et vicaire général du diocèse. En 1822, il organise un petit séminaire dans l'ancien monastère des bénédictines aux Sables-d'Olonne. Ainsi, il refonde le catholicisme vendéen en suscitant des vocations, qui explosent au XIXe siècle, proportionnellement bien plus élevé que dans d'autres régions de France, à l'exception de la Bretagne.

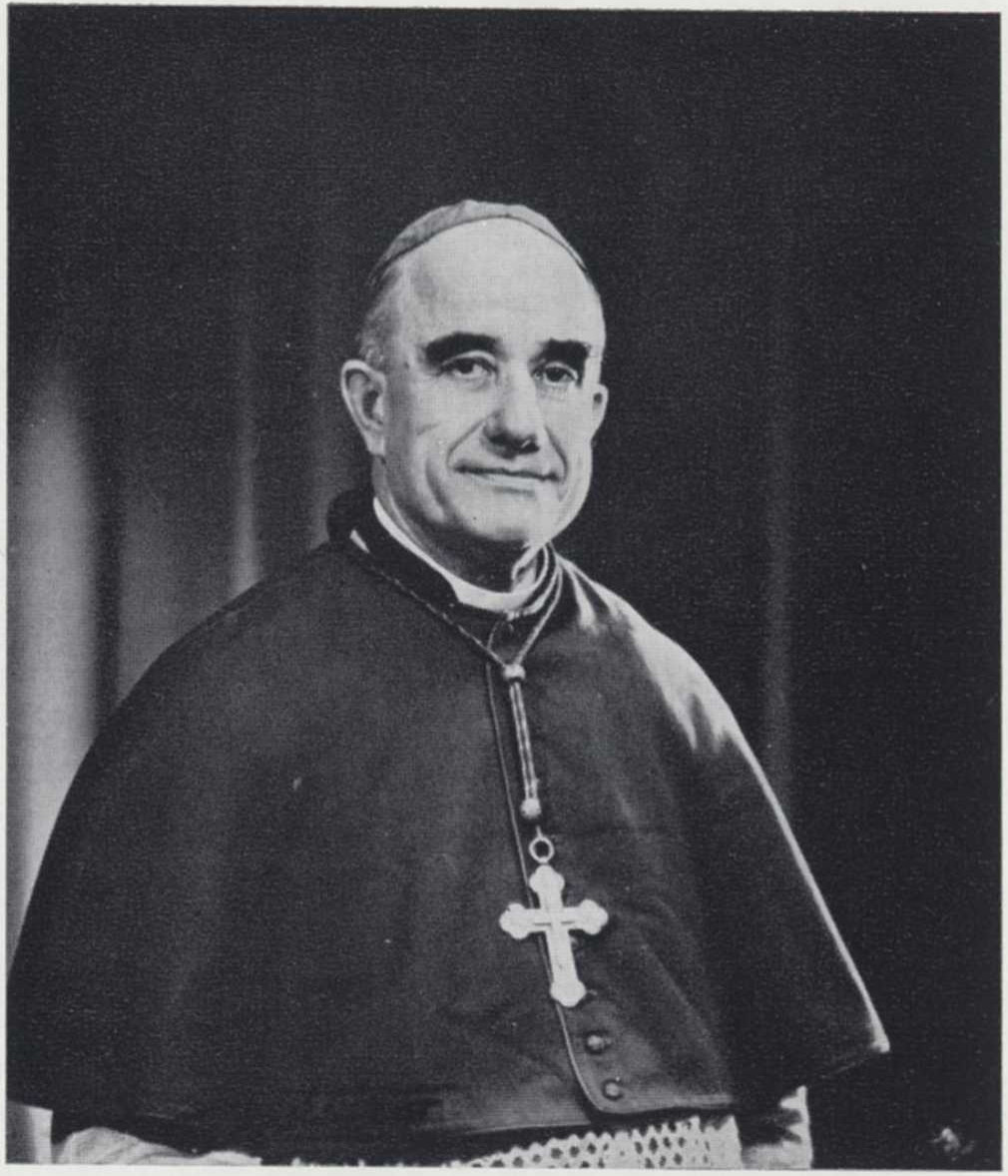
Antoine-Marie Cazaux.

À partir des années 1880, l'affirmation de la République laïque modifie profondément la place du christianisme en France. L'enseignement est un secteur où l'Église catholique est particulièrement active, et est visé par les réformes : la congrégation de Mormaison, fondée au début du XIXe siècle par le père Pierre Monnereau, et qui se consacre à l'éducation des jeunes filles des campagnes est notamment visée. Des sœurs décident cependant de continuer leur mission, même s'il faut pour cela quitter l'habit ecclésiastique. En 1906, il ne reste plus une seule école tenue par la congrégation en Vendée. La fermeture de ces établissements profite au diocèse de Luçon : la région connaît ensuite une création massive d'écoles catholiques.
Les travaux du chanoine Boulard en 1956 montrent que l'enracinement du christianisme et donc la pratique religieuse coïncide avec un esprit d'entreprise marqué en Vendée et en Mauges. Soutenus par les jeunes vicaires et par l'évêque Cazaux, des entrepreneurs créent une agriculture collective et développent une industrie compétitive. Antoine-Marie Cazaux, dirige le diocèse de Luçon jusqu'en 1966. Jusqu'à cette date, la pratique religieuse y est très importante, avoisinant les 100 % dans certaines paroisses du bocage. Les vocations sacerdotales sont importantes et de nombreux prêtres vendéens sont envoyés dans des diocèses en déficit.

### Crises de l'Église catholique

#### L'effondrement de la pratique religieuse
Le concile Vatican II (1962-1965) est contemporain d'un tournant dans le diocèse. Le christianisme en Vendée, ancré au sein de la population, et affirmant la distinction entre le spirituel et le temporel paraît alors en décalage avec les décisions prises à Rome. L'emprise du catholicisme sur la vie quotidienne paraît de moins en moins supportable. La région connaît même une implosion ecclésiastique avec l'abandon du sacerdoce de nombreux prêtres, et l'arrêt du recrutement. En 1972, les séminaires vendéens qui étaient complets, ferment brutalement. La pratique religieuse s'effondre et suit la tendance nationale.
Depuis le 8 décembre 2002, à l'occasion d'une réforme des provinces ecclésiastique de l'Église catholique de France le diocèse devient suffragant de l'archidiocèse de Rennes, au sein de la province de Rennes. En janvier 2009, l'ancien siège épiscopal de Maillezais, situé sur le territoire diocésain, est restauré en tant que siège titulaire.

#### Affaires de pédophilie
François Jacolin, évêque de diocèse de Luçon depuis 2018, indique avoir recensé 65 victimes d'actes pédophiles depuis les années 1940, dont 32 au sein du petit séminaire de Chavagnes et déclare : « Au nom du Diocèse de Luçon, la honte au cœur, je fais acte de repentance pour tous les faits de violence sexuelles commis contre des enfants par des prêtres du diocèse pendant les décennies passées ».

## Géographie
Le territoire du diocèse de Luçon correspond au territoire du département de la Vendée, soit une superficie de 6 719,59 kilomètres carrés.
Le diocèse est frontalier de ceux de Nantes (Loire-Atlantique), Angers (Maine-et-Loire), Poitiers (Vienne et Deux-Sèvres) et La Rochelle et Saintes (Charente-Maritime et Saint-Pierre-et-Miquelon).

### Organisation territoriale
Le territoire du diocèse de Luçon correspond aujourd'hui à celui du département de la Vendée et est divisé administrativement en sept doyennés et vingt-neuf paroisses, desservis par cinquante-six diacres et deux-cent-trente prêtres (en 2023). Avant le 1er septembre 2020, le nombre de doyennés était de treize, et a été réduit sur décision de Jacolin, ceux d'Aizenay, Chantonnay, Pouzauges, Saint-Gilles-Croix-de-Vie, Saint-Jean-de-Monts et Talmont-Saint-Hilaire ont été supprimés.
| - Aizenay - Challans - Chantonnay - Fontenay-le-Comte | - Les Herbiers - Luçon - Montaigu - Pouzauges - La Roche-sur-Yon | - Les Sables-d’Olonne - Saint-Gilles-Croix-de-Vie - Saint-Jean-de-Monts - Talmont-Saint-Hilaire |

Les paroisses du diocèse de Luçon par ancien doyenné :

- Doyenné de Challans : Paroisse Le bon pasteur de Vie et marais, Paroisse Saint Martin de la rive, Paroisse Saint Paul des champs, Paroisse La Trinité entre marais et champs, Paroisse Notre Dame de la Vie, Paroisse Saint Jean du Gué-Gorand, Paroisse Saint Nicolas de l'Océan, Paroisse Sainte Anne de Riez, Paroisse Notre Dame du Gois, Paroisse Saint Amand de l'Île d'Yeu, Paroisse Saint Martin des monts, Paroisse Saint Philbert en Noirmoutier
- Doyenné de Fontenay-le-Comte : Paroisse Notre Dame des sources, Paroisse Saint Hilaire de Fontenay, Paroisse Saint Martin en plaine, Paroisse Sainte Marie en plaine et marais, Paroisse Saint Pierre l'Abbaye, Paroisse de Montfort sur Vendée, Paroisse Saint Christophe des châtaigniers, Paroisse Saint Pierre en Pareds
- Doyenné des Herbiers :  Paroisse Saint Étienne de Grammont, Paroisse Saint Pierre des deux Lays, Paroisse Sainte Croix des Essarts, Paroisse de Montfort sur Sèvre, Paroisse Saint Barthélémy en Tiffauges, Paroisse Saint Jean-Baptiste des collines, Paroisse Saint Jean lès Paillé, Paroisse Saint Martin sur Sèvre, Paroisse Saints Pierre et Paul des Herbiers, Paroisse Saint Antoine des puys, Paroisse Saint Hilaire du bocage, Paroisse Saint Joseph des monts et vallées
- Doyenné de Luçon : Paroisse Notre Dame de la plaine, Paroisse Saint Michel l'Abbaye, Paroisse Saint Vincent sur Lay, Paroisse Sainte Marie en Herminois, Paroisse Sainte Thérèse des marais
- Doyenné de Montaigu : Paroisse Notre Dame des trois provinces, Paroisse Pierre Monnereau, Paroisse Louis Marie Beaudouin, Paroisse Saint Martin de Montaigu
- Doyenné de La Roche-sur-Yon : Paroisse Saint Benoît des landes, Paroisse Saint Luc des rivières, Paroisse Saint Pierre des genêts, Paroisse Le bon pasteur en pays yonnais, Paroisse Notre Dame du Marillet, Paroisse Saint Jean XXIII, Paroisse Saint Paul, Paroisse Saint Sauveur de Belle Croix, Paroisse Sainte Thérèse du Val d'Ornay, Paroisse Sainte Catherine sur Yon
- Doyenné des Sables-d'Olonne : Paroisse Notre Dame de la forêt, Paroisse Saint François d'Auzance et Vertonne, Paroisse Saint Joseph du Garandeau, Paroisse Sainte Marie des Olonnes, Paroisse Notre-Dame de Lumière, Paroisse Saint Henri Dorie en Talmondais, Paroisse Saint Jacques du Val Graon, Paroisse Sainte Anne les Menhirs

## Cathédrale

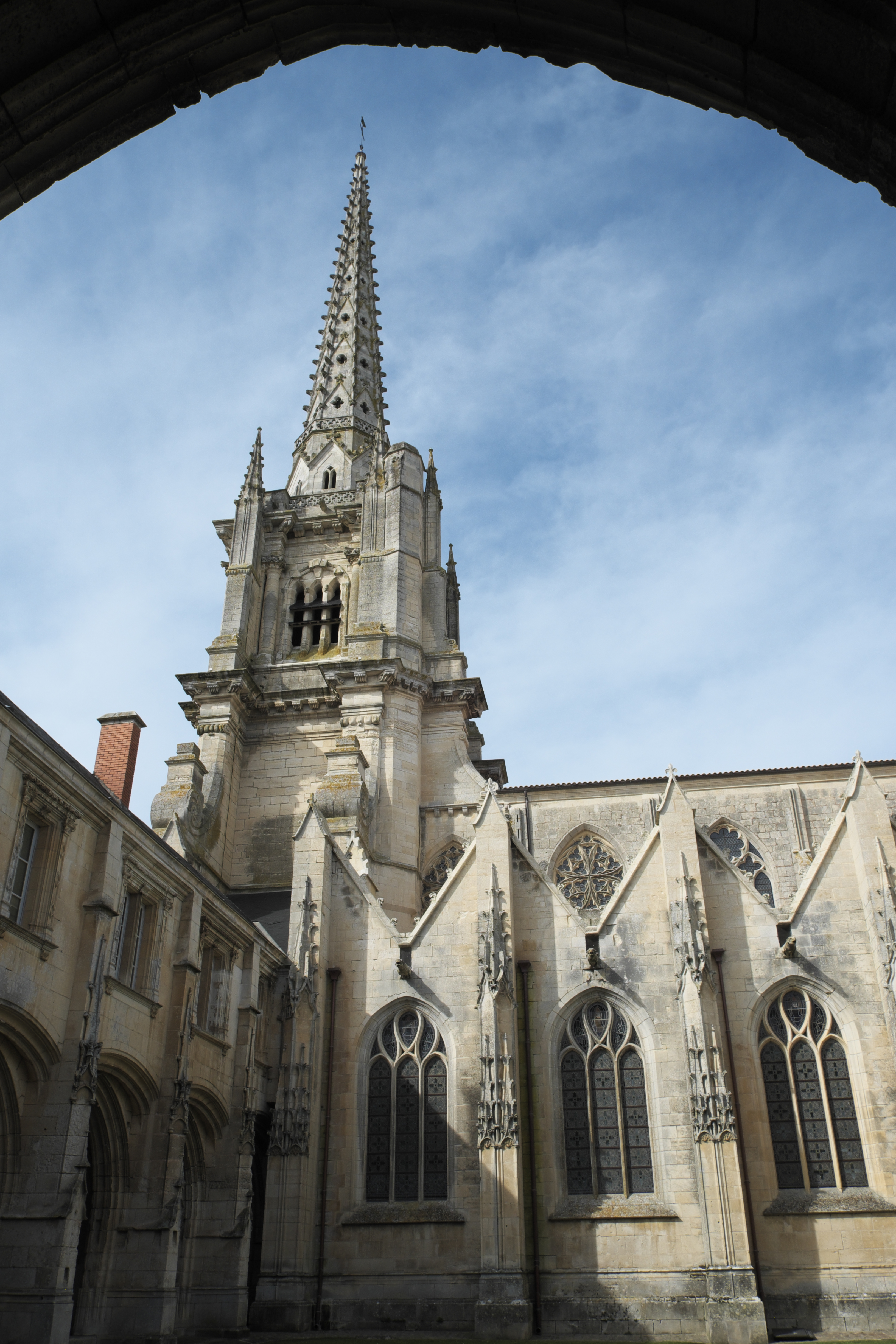
La cathédrale Notre-Dame-de-l’Assomption de Luçon.

La cathédrale Notre-Dame-de-l’Assomption de Luçon est l'église cathédrale du diocèse depuis sa fondation en 1317. Le diocèse est placé sous la protection de la Vierge Marie, particulièrement par son Assomption.

## Églises
Le diocèse compte plus de nombreuses églises, chapelles, oratoires ou sanctuaires répartis dans les 59 paroisses. Elles présentent une grande diversité architecturale, en raison de styles et de périodes de construction différentes.
Le Poitou est une région où l'art roman s'est épanoui aux XIe et XIIe siècles de façon plus importante que dans d'autres régions de France. Cet art a bénéficié de l'influence de l'architecture gallo-romaine, expliquant la présence d'édifices exceptionnels. De nombreux édifices témoignent de l'épanouissement de cet art. Aussi, de façon plus discrète se distinguent des édifices d'art gothique, et encore plus d'art baroque ou néoclassique. Aux XIXe et XXe siècles, quelques églises sont élevées de manière assez académique afin de remplacer des églises jugées vétustes.

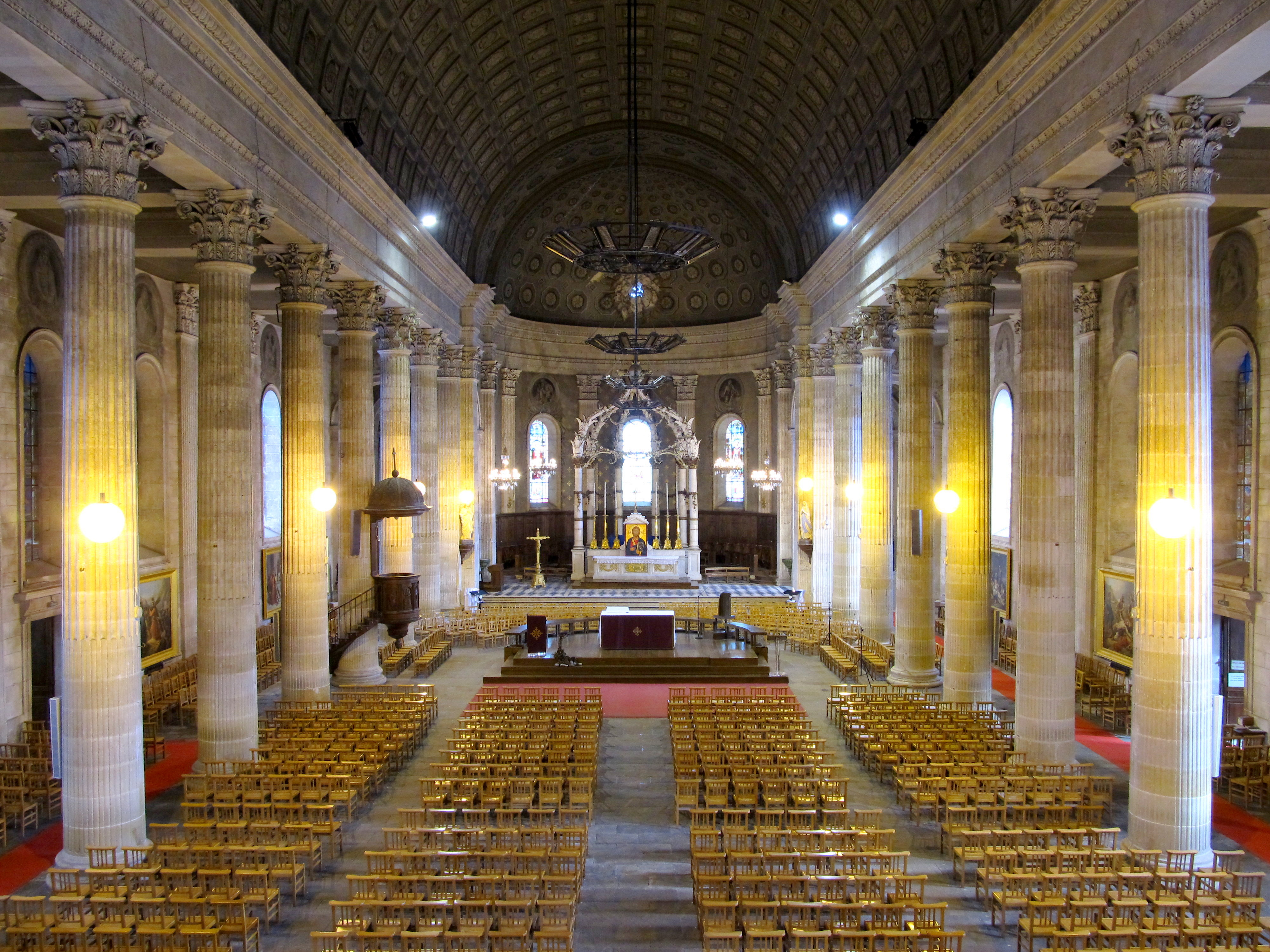
L’église Saint-Louis, à La Roche-sur-Yon.

Parmi ces églises peuvent être citées notamment :
- l’église Saint-Louis, à La Roche-sur-Yon ;
- l’église du Sacré-Cœur, à La Roche-sur-Yon ;
- l’église Notre-Dame-de-l’Immaculée-Conception, à La Roche-sur-Yon ;
- l’église Notre-Dame, à Fontenay-le-Comte ;
- l’église Notre-Dame-de-Bon-Port, aux Sables-d’Olonne ;
- l’église Saint-Nicolas, à La Chaize-le-Vicomte ;
- l’église Notre-Dame-de-l'Assomption, à Vouvant ;
- la basilique Saint-Louis-Marie-Grignion-de-Montfort, à Saint-Laurent-sur-Sèvre.

## Abbayes et communautés actuelles
De nombreuses abbayes ont été fondées dans la partie occidentale du diocèse de Poitiers, puis au sein du diocèse de Luçon. Si certaines ont fermé, d'autres demeurent actives aujourd'hui.
- Abbaye de Breuil-Herbaud, à Falleron.
- Abbaye de Moreilles, à Moreilles
- Abbaye de Trizay, à Bournezeau
- Abbaye Notre-Dame de la Blanche, à Noirmoutier-en-l'Île
- Abbaye Notre-Dame de Bois-Groland, à Poiroux
- Abbaye Notre-Dame des Fontenelles, à La Roche-sur-Yon
- Abbaye Notre-Dame de la Grainetière, aux Herbiers
- Abbaye Notre-Dame de l'Île Chauvet, à Bois-de-Céné
- Abbaye royale Notre-Dame de Lieu-Dieu, à Jard-sur-Mer
- Abbaye royale de Saint-Michel-en-l'Herm, à Saint-Michel-en-l'Herm
- Abbaye Saint-Jean d'Orbestier, au Château-d'Olonne
- Abbaye Saint-Pierre de Maillezais, à Maillezais, siège de l'ancien diocèse de Maillezais restauré en 2009 en tant que siège titulaire
- Abbaye Saint-Philibert de Noirmoutier, à Noirmoutier-en-l'Île
- Abbaye Saint-Vincent de Nieul-sur-l'Autise, à Nieul-sur-l’Autise.
- Prieuré de Grammont, à Saint-Prouant

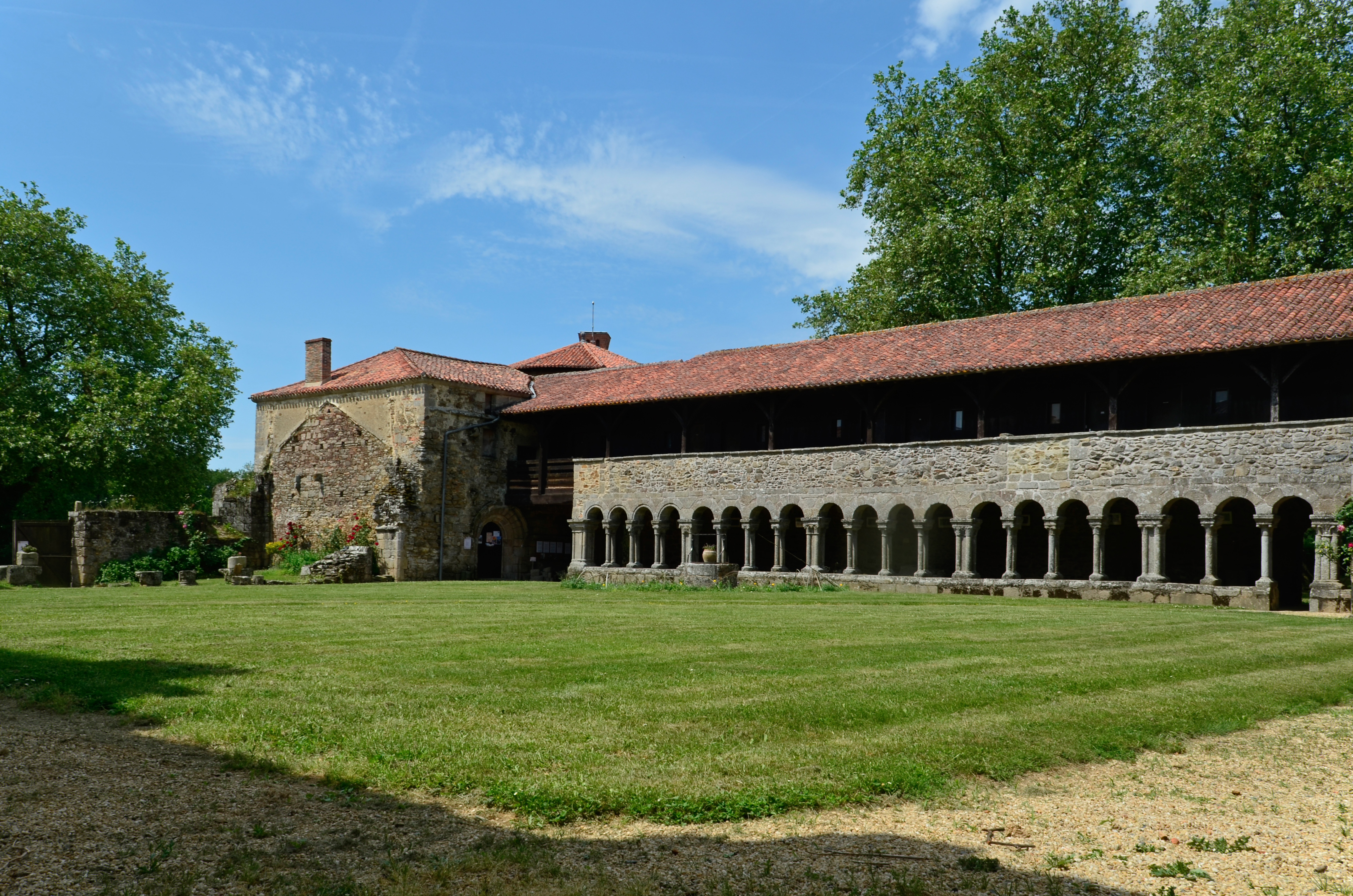
Abbaye Notre-Dame de la Grainetière.
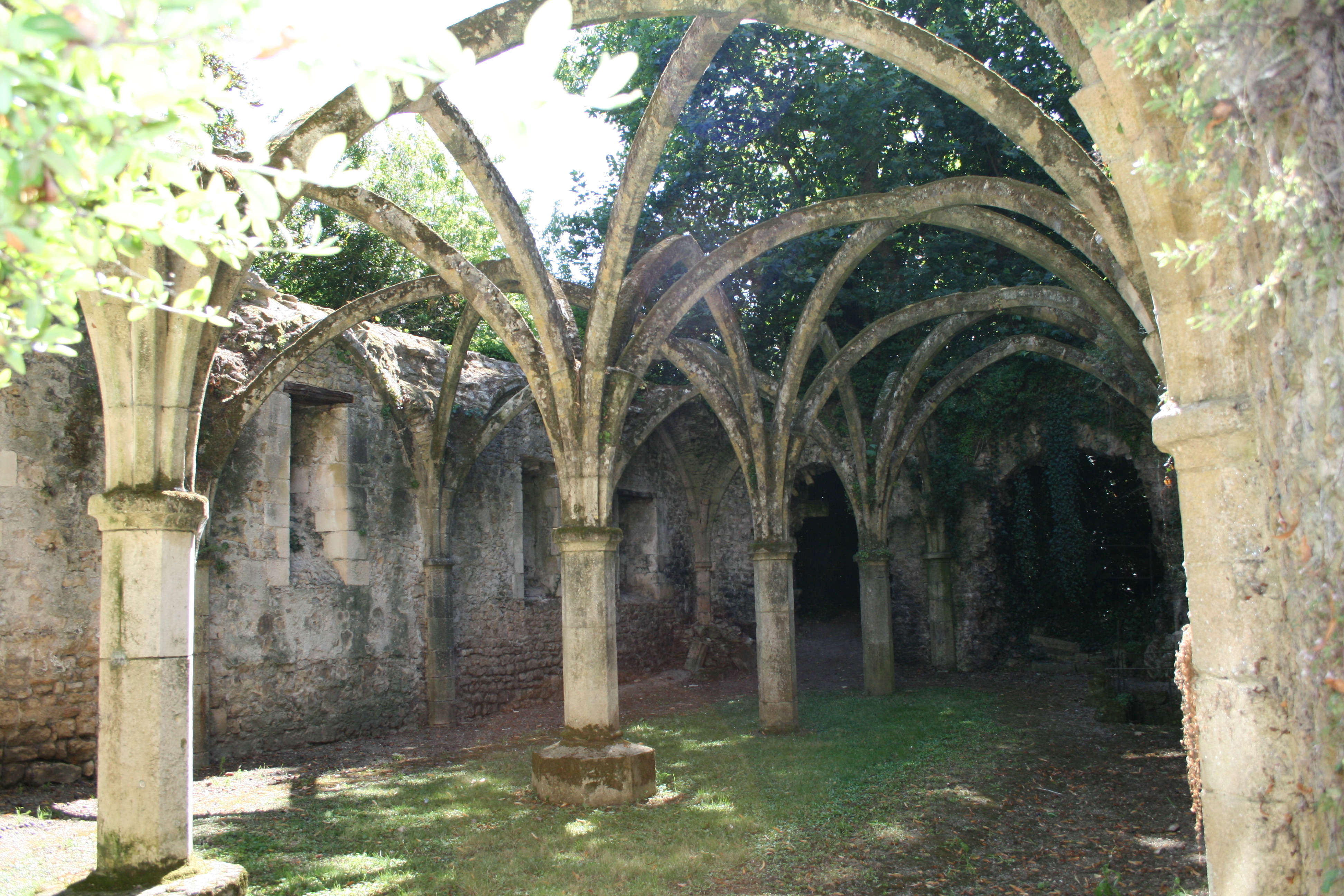
Abbaye royale de Saint-Michel en l'Herm.
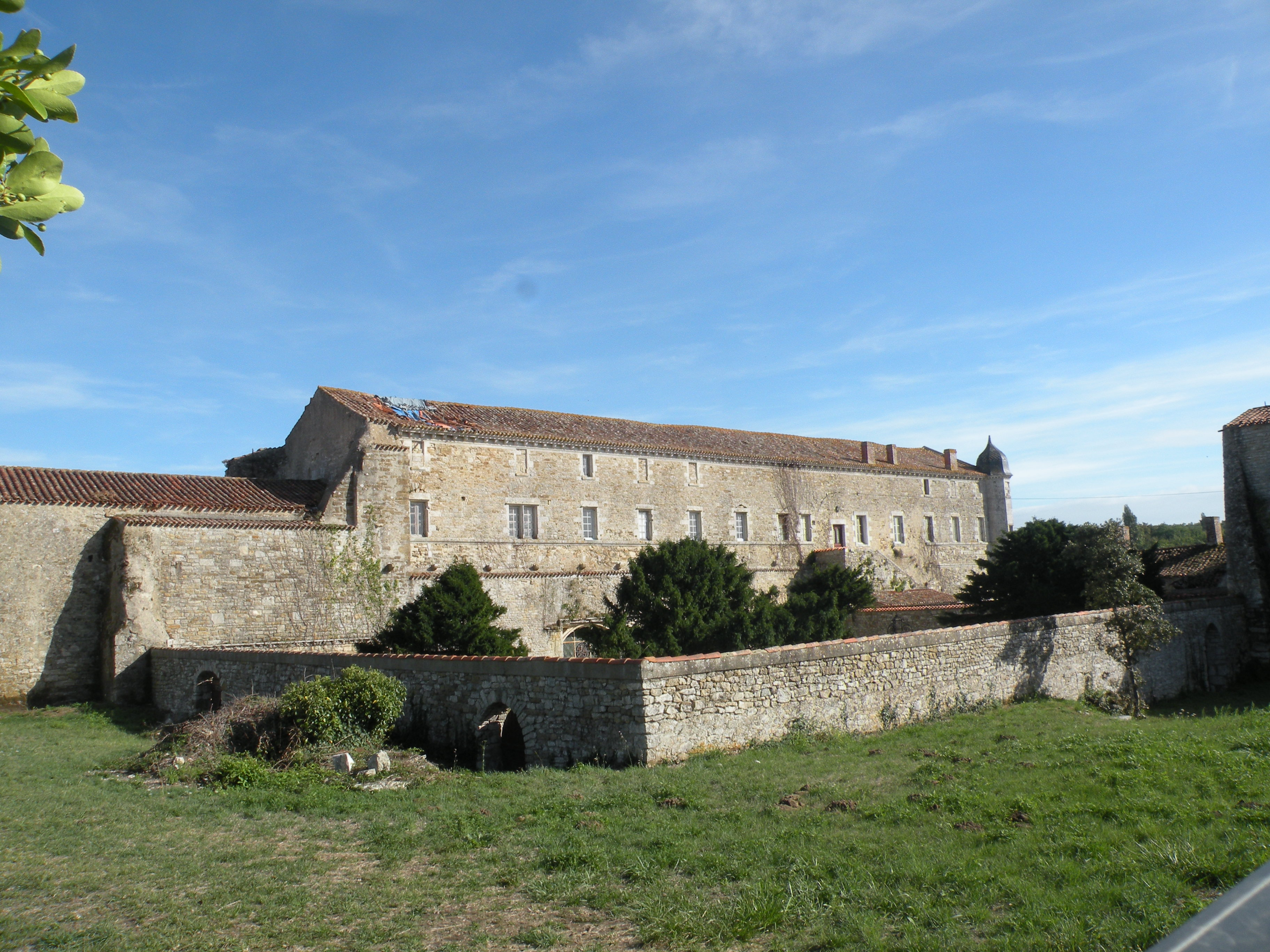
Abbaye de Lieu-Dieu.
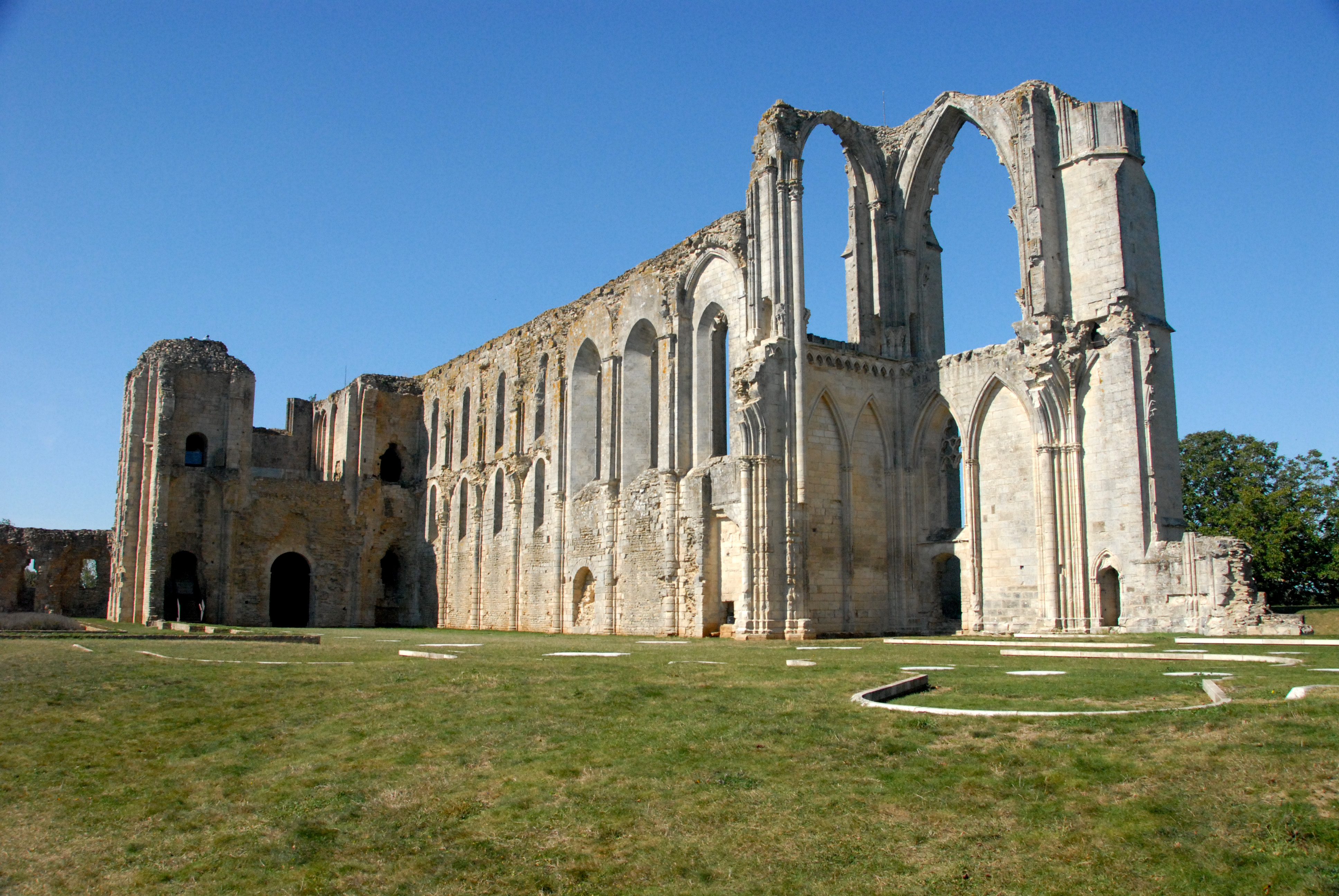
Abbaye de Maillezais.
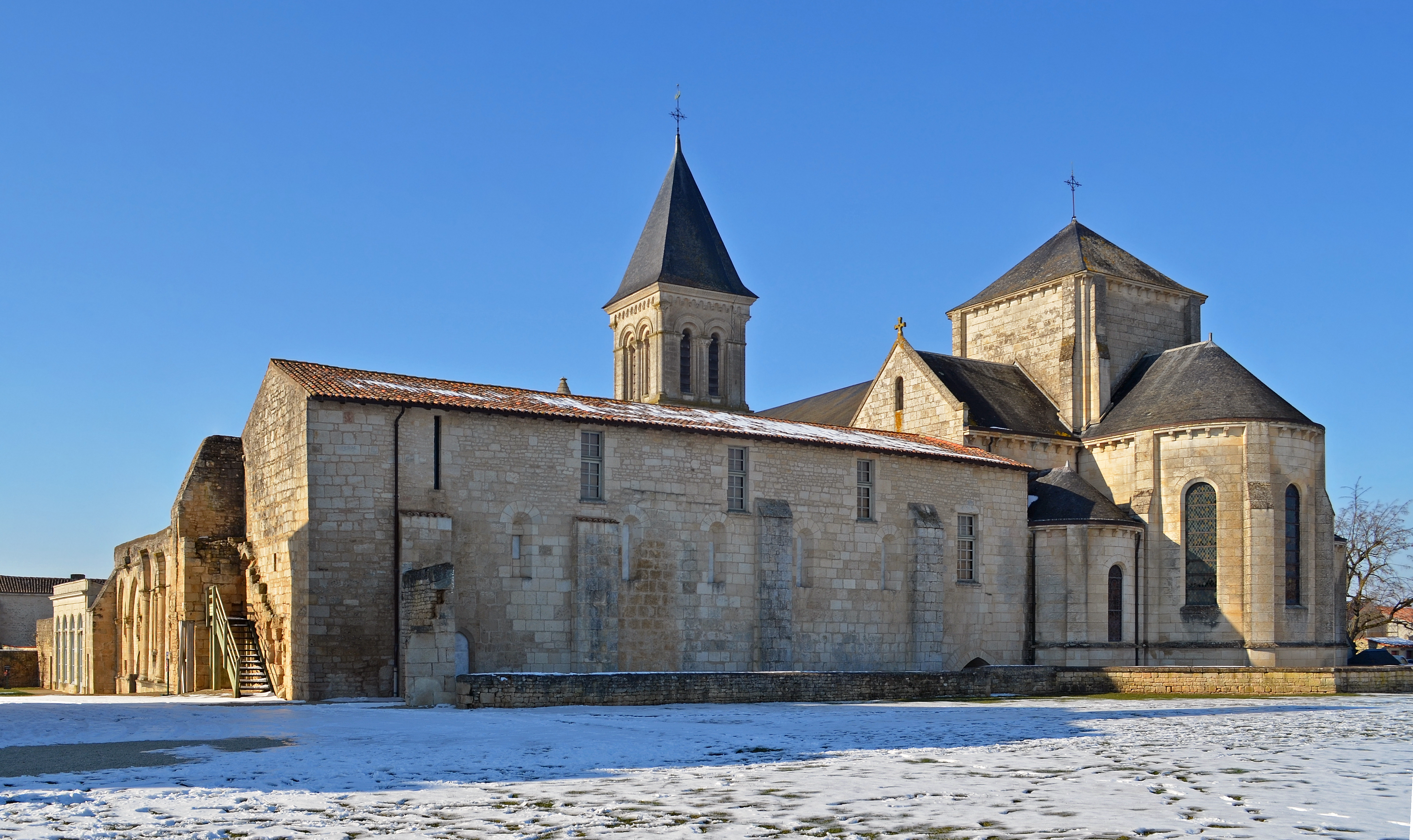
Abbaye Saint Vincent.
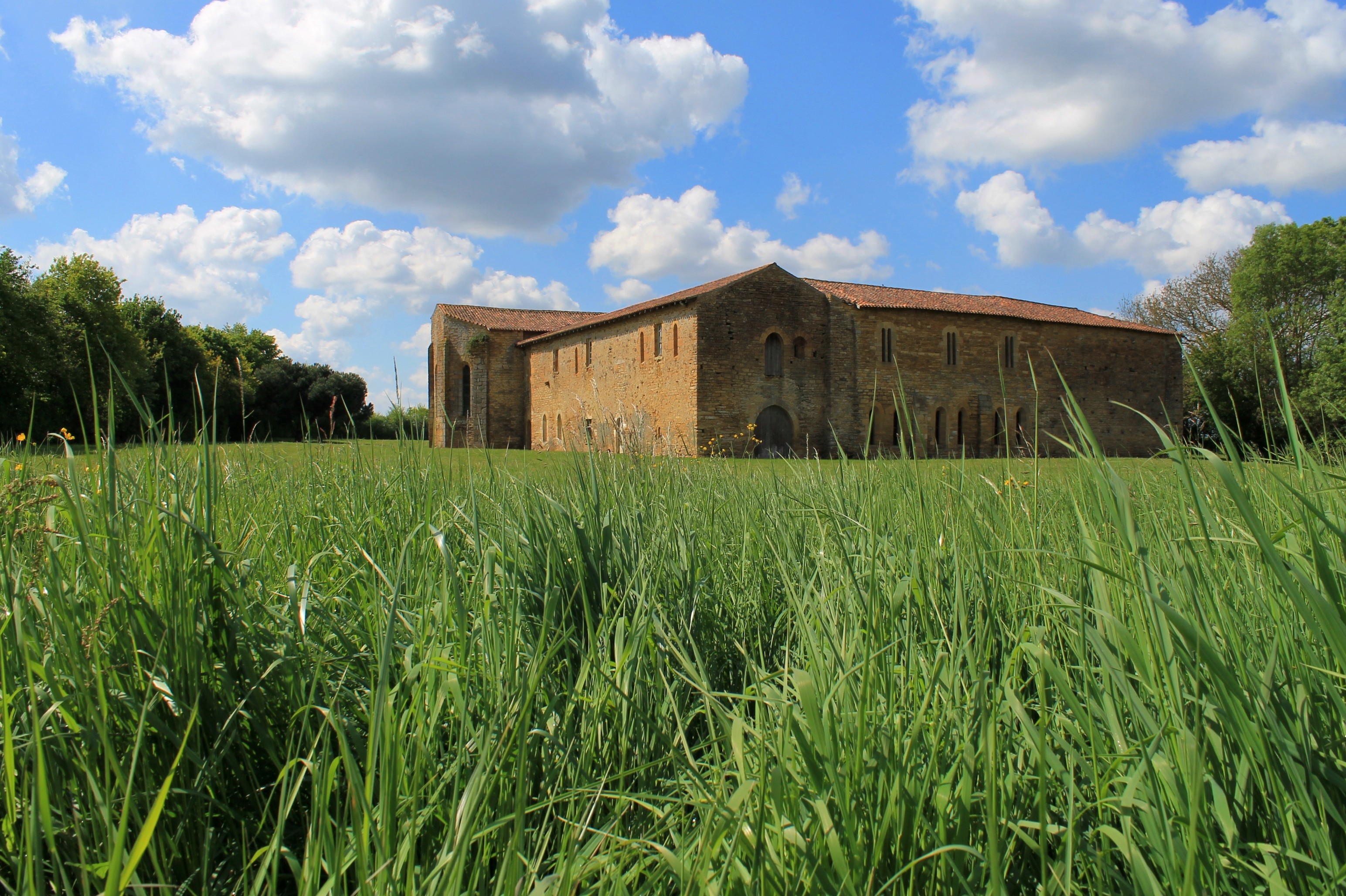
Prieuré de Grammont.

### Communautés religieuses actuelles
Le diocèse de Luçon détient un réseau de plus de 130 communautés religieuses. Aujourd'hui, cinq monastères y ont une vie de prière communautaire. Le diocèse de Luçon a une grande tradition de vie missionnaire, avec la présence de nombreux Vendéens dans des Instituts ou Congrégations missionnaires.

#### Communautés monastiques
- Prieuré des Frères de Notre-Dame de l'Espérance, à la Grainetière, commune des Herbiers
- Carmel de Luçon, à Luçon
- Victimes du Sacré-Cœur de Jésus, à Chavagnes-en-Paillers
- Religieuses du Cœur de Jésus, à Mormaison
- Monastère de la Visitation, à La Roche-sur-Yon

#### Communautés apostoliques
- Communauté de la Charité Sociale, à Luçon
- Communauté des Béatitudes, aux Sables-d'Olonne
- Communauté diocésaine de Luçon
- Communauté religieuse Sainte Marie
- Compagnie de Marie (Monfortains), à Saint-Laurent-sur-Sèvre
- Congrégation de la Passion de Jésus-Christ, aux Sables-d'Olonne
- Congrégation du Très Saint Rédempteur, aux Sables d'Olonne
- Famille Missionnaire Notre-Dame, à La Roche-sur-Yon
- Filles de la Sagesse, à La Châtaignerie, Mortagne-sur-Sèvre et Saint-Laurent-sur-Sèvre
- Filles du Cœur de Marie de Baugé, à Saint-Philbert-de-Bouaine
- Fils de Marie-Immaculée, à Chavagnes-en-Paillers
- Frères de l'Instruction chrétienne de Saint Gabriel, à Saint-Laurent-sur-Sèvre, Challans et l'Île-d'Yeu
- Missionnaires de la Plaine et de Sainte Thérèse de l'Enfant Jésus
- Oblates de Sainte Thérèse de Lisieux, à Chaillé-les-Marais et Benet
- Oblats de Saint Vincent de Paul, à La Roche-sur-Yon
- Religieuses de Sainte Marie de Torfou, aux Herbiers, Tiffauges et La Verrie
- Sœurs des Sacrés-cœurs de Jésus et de Marie, à Belleville-sur-Vie, Les Brouzils, Challans, Le Château-d'Olonne, Doix, Fontenay-le-Comte, Les Herbiers, Jard-sur-Mer, Mormaison, Noirmoutier-en-l'île, Rocheservière, La Roche-sur-Yon, Les Sables-d'Olonne, Saint-Florent-des-Bois, Saint-Martin-des-Noyers, Talmont-Saint-Hilaire et Vouillé-les-Marais
- Sœurs Missionnaires de l'Évangile, à Saint-Jean-de-Monts
- Ursulines de Jésus, à Chavagnes-en-Paillers, La Roche-sur-Yon, Montaigu, Mouilleron-Saint-Germain et Saint-Jean-de-Monts

## Évêques et prêtres
Les évêques du diocèse sont nommés par le pape, sur proposition du nonce apostolique. Trente-quatre évêques se sont succédé à Luçon de 1317 à 1801, et onze depuis 1817.

Blason du diocèse de Luçon, d'après l'armorial d'Hozier.

### La curie
La curie du diocèse se compose de plusieurs institutions et personnes chargées du fonctionnement administratif de la circonscription dont l'évêque a, au spirituel, la charge :
- le collège des consulteurs a été mis en place en 1983, dès la parution du nouveau Code de droit canonique du pape Jean-Paul II ;
- le chapitre cathédral ;
- le chancelier ;
- l'économe ;
- l'archiviste diocésain.

### Prêtres et diacres
Les prêtres (séculiers et réguliers) originaires du diocèse de Luçon sont environ 750, dont plus de la moitié travaille en dehors du diocèse. En 2004, le diocèse comptait 410 prêtres dont 150 retraités et une cinquantaine au service d'autres diocèses de France et étrangers.
Depuis 1982, le nombre de diacres augmente de façon significative afin d'améliorer le service de la liturgie.

### Évêques originaires du diocèse de Luçon
- Jean Bondu, né le 17 juillet 1966 aux Essarts, évêque auxiliaire de Rennes, Dol et Saint-Malo depuis 2022
- Hubert Herbreteau, né le 10 juin 1948 à Vendrennes, évêque d'Agen depuis 2005
- Yves Boivineau, né le 21 février 1947 à Ardelay, évêque d'Annecy de 2001 à 2022
- François-Xavier Loizeau, né le 7 juillet 1939 à Maillé, évêque de Digne, Rize et Sisteron (1997-2014), depuis évêque émérite
- Hubert Barbier, né le 4 août 1932 à La Chaize-le-Vicomte, évêque auxiliaire d'Annecy (1980-1984), puis évêque d'Annecy (1984-2000), et archevêque de Bourges (2000-2007), depuis archevêque émérite
- Jacques David, né le 22 décembre 1930 à Saint-Aubin-la-Plaine et décédé le 19 décembre 2018 à La Roche-sur-Yon, évêque auxiliaire de Bordeaux (1981-1985), puis évêque de La Rochelle et Saintes (1985-1996), et évêque d'Évreux (1996-2006)
- Jean-Charles Thomas, né le 16 décembre 1929 à Saint-Martin-des-Noyers, évêque auxiliaire d'Aire et Dax (1972-1974), puis évêque d'Ajaccio (1974-1986), puis évêque coadjuteur (1986-1988) et évêque de Versailles (1988-2001), depuis évêque émérite

## Personnages célèbres
- Le cardinal de Richelieu, Jean Armand du Plessis, principal ministre de Louis XIII et fondateur de l’Académie française, est le plus célèbre évêque de Luçon. Évêque de Luçon 1606-1623, il qualifiait son diocèse d’ « évêché le plus crotté de France ». Il s'appliqua à rebâtir la ville détruite par les guerres de religion.
- Louis-Marie Grignion de Montfort, fondateur de la congrégation de la Compagnie de Marie (Pères montfortains) et cofondateur avec Marie-Louise Trichet des Filles de la Sagesse.
- Jacques Cathelineau, général de l'Armée catholique et royale pendant la guerre de Vendée.

## Statistiques
En 2016, le diocèse comptait 529214 baptisés sur une population de 651627 personnes, soit 81.2% du total.
| année | population | population | population | prêtres | prêtres   | prêtres   | prêtres                       | diacres | religieux | religieux | parroisses |
| année | baptisés   | totale     | %          | nombre  | séculiers | réguliers | nombre de baptisés par prêtre | diacres | hommes    | femmes    | parroisses |
| ----- | ---------- | ---------- | ---------- | ------- | --------- | --------- | ----------------------------- | ------- | --------- | --------- | ---------- |
| 1950  | 392.000    | 400.000    | 98,0       | 736     | 611       | 125       | 532                           |         | 165       | 950       | 304        |
| 1970  | 400.000    | 421.250    | 95,0       | 810     | 617       | 193       | 493                           |         | 425       | 2.408     | 305        |
| 1980  | 411.400    | 455.600    | 90,3       | 664     | 594       | 70        | 619                           |         | 228       | 2.121     | 307        |
| 1990  | 470.000    | 510.000    | 92,2       | 560     | 494       | 66        | 839                           | 4       | 195       | 1.643     | 307        |
| 1999  | 480.000    | 509.300    | 94,2       | 484     | 419       | 65        | 991                           | 24      | 159       | 1.377     | 59         |
| 2000  | 505.000    | 539.000    | 93,7       | 468     | 409       | 59        | 1.079                         | 26      | 151       | 1.330     | 59         |
| 2001  | 500.000    | 539.664    | 92,7       | 498     | 409       | 89        | 1.004                         | 25      | 162       | 1.286     | 59         |
| 2002  | 505.000    | 539.664    | 93,6       | 483     | 393       | 90        | 1.045                         | 27      | 162       | 1.279     | 59         |
| 2003  | 505.000    | 539.664    | 93,6       | 475     | 388       | 87        | 1.063                         | 28      | 154       | 1.221     | 59         |
| 2004  | 505.000    | 539.664    | 93,6       | 435     | 377       | 58        | 1.160                         | 30      | 123       | 1.181     | 59         |
| 2013  | 522.800    | 614.000    | 85,1       | 329     | 241       | 88        | 1.589                         | 42      | 140       | 886       | 59         |
| 2016  | 529.214    | 651.627    | 81,2       | 310     | 232       | 78        | 1.707                         | 52      | 134       | 768       | 59         |